# Triángulo y monumento al soldado de la avenida Washington
El Monumento al soldado de la avenida Washington (en inglés, Washington Avenue Soldier's Monument and Triangle) está ubicado en el cruce de esa calle y Lafayette Avenue (NY 59) en el pueblo de Suffern, en el estado de Nueva York (Estados Unidos). Se asienta en un pequeño terreno en medio de la calle conocida localmente como el Triángulo.
En diferentes momentos durante la Guerra de Independencia, George Washington y Rochambeau acamparon el Ejército Continental cerca del sitio conmemorativo por períodos breves. Un cañón de esa guerra se colocó en el Triángulo en 1908 con la intención de comenzar un monumento a los muertos de la Guerra de Secesión en el pueblo, pero el monumento solo se terminó y se dedicó tras la Primera Guerra Mundial. Desde entonces, se han agregado placas para honrar a los muertos locales en la Segunda Guerra Mundial, la guerra de Corea y guerra de Vietnam. 

## Monumento
Las dos características más destacadas del monumento son un pequeño cañón y una estatua de zinc de un soldado. Ambos se asientan sobre una base de granito ligeramente elevada.
Junto al lecho de piedra del cañón hay una placa que indica que se utilizó en la Batalla de Long Island en 1777. El chico de la masa está representado en una pose heroica y desafiante, con la camisa abierta y sin el casco, en el suelo adyacente. Originalmente llevaba un rifle Springfield con bayoneta en la mano izquierda; ha sido reemplazado tras el robo del original. Se para sobre un pedestal blanco, con placas que enumeran los muertos de Suffern de las diferentes guerras conmemoradas en cada faceta.

## Historia
Los herederos del fundador de la aldea, John Suffern, compraron el cañón en 1851 y lo dispararon ritualmente desde la cima de la cercana Union Hill el Día de la Independencia de cada año, así como para eventos especiales como la finalización del ferrocarril Erie en el estado de Nueva York en 1852. Donaron el cañón a la aldea en 1908 para que lo usara como mejor le pareciera, y la Junta de la aldea decidió colocarlo en el Triángulo. Un albañil local recibió 65 dólares para construir la plataforma de granito, y el pueblo otorgó un "privilegio perpetuo" a un grupo local de veteranos del Ejército de la Unión para establecer un monumento.
En ese momento, sin embargo, el alcalde del pueblo no era popular, y una de las quejas en su contra fue el establecimiento del monumento, que sus críticos compararon con un fuerte. Los esfuerzos para retrasar o cancelar por completo el monumento fracasaron, pero retrasaron la finalización y la dedicación formal del proyecto. Solo después de que Estados Unidos hubo librado otra guerra, resurgió el interés en completar el monumento, y en abril de 1921 la junta autorizó la construcción. JW Fiske Iron Works de la ciudad de Nueva York fundió una versión de una estatua que había erigido en otro lugar, en zinc (visto como una alternativa más barata al bronce). El enfoque en un soldado ordinario fue parte de una tendencia creciente en los monumentos de guerra de esa época para cambiar el énfasis de un comandante o héroe al hombre y la mujer comunes en la línea.
Fue dedicado en el Día de los Caídos de ese año. Desde entonces, el pueblo ha celebrado sus ceremonias para esa festividad en el monumento. El único cambio en el monumento, además de las placas adicionales para las guerras posteriores en el siglo XX, fue el robo del rifle original en 1968, posiblemente como un acto de protesta contra la guerra de Vietnam. En 2006, el monumento y el Triángulo fueron incluidos en el Registro Nacional de Lugares Históricos.